# Грађанска кућа у Ул. Момчила Поповића 13 у Алексинцу
Кућа која се налази у улици Момчила Поповића 13 у Алексинцу је у Нишавском округу. Уврштена је на листу заштићених споменика културе Републике Србије (идент. n .СК 852).